# Tertius gaudens
En sociología, la expresión latina Tertius gaudens (tercero que se alegra) se aplica, en un conflicto o disputa, a aquella parte o facción que resulta beneficiada por la rivalidad entre otras dos. Su autoría se atribuye al sociólogo alemán Georg Simmel.

## Ejemplos
Un ejemplo lo hallamos en la clásica estrategia militar de «divide y vencerás», que ilustra aquella situación en donde un sujeto o nación puede devenir tertius gaudens si consigue fragmentar un poder hasta entonces unificado, dividiéndolo en dos bandos o facciones enfrentadas.
En el plano económico, el libre mercado puede verse como el campo de batalla de diversos productores, que pugnan entre sí por imponer su oferta; pero si los productores llegaran a aliarse y establecieran un monopolio, el consumidor perdería su condición de tertius gaudens y tendría que plegarse a las condiciones impuestas por el productor único. 
Asimismo, dentro de una empresa u organización es posible identificar tertius gaudens entre los distintos actores que conforman las áreas del negocio (clientes, accionistas, directivos, etc). La compleja trama de relaciones laborales y comerciales que tienen lugar en el seno de una entidad puede representarse en forma de grafo o diagrama de red; a partir de éste, puede apreciarse cómo la posición de ciertos  nodos (individuos) en el esquema corporativo les permitirá obtener y manejar mayor cantidad de información que el resto, de lo cual podrían sacar provecho, aun en perjuicio de otras partes involucradas en el negocio.

## Historia
En su obra El dieciocho Brumario de Luis Bonaparte, Karl Marx atribuye a Luis Napoleón Bonaparte el papel de tertius gaudens en el desenlace que pondría fin a la Segunda República Francesa (1848–1852). Según Marx, Bonaparte habría dejado que las clases sociales (encabezadas por la burguesía capitalista y el proletariado) se enfrentaran entre sí en una lucha sin cuartel, hasta neutralizarse políticamente. Más tarde el monarca aprovecharía la inestabilidad imperante para alzarse con todo el poder, coronándose como Napoleón III y proclamando así el Segundo Imperio (1852–1870).